# Caryomys inez
Caryomys inez is een zoogdier uit de familie van de Cricetidae. De wetenschappelijke naam van de soort werd voor het eerst geldig gepubliceerd door Thomas in 1908.

## Voorkomen
De soort komt voor in China.